# کومایاگوا
کومایاگوا (به اسپانیایی: Comayagua) یک شهر در هندوراس است که در استان کومایاگوآ واقع شده‌است. کومایاگوا ۸۳۴ کیلومتر مربع مساحت و ۱۵۲٬۰۵۱ نفر جمعیت دارد و ۵۹۴ متر بالاتر از سطح دریا واقع شده‌است.

## خواهرخوانده
شهر کوکوتا خواهرخواندهٔ کومایاگوا هست.